# Hardcore (2004)
Hardcore ist ein griechischer Film aus dem Jahr 2004 und das Spielfilmdebüt des Regisseurs Dennis Iliadis. Der Film basiert auf dem Roman zweier Frauen, die das Buch im Jahr 2000 unter dem gemeinsamen Pseudonym Aleka Laskou veröffentlichten.

## Handlung
Mit gerade einmal „siebzehneinhalb“ Jahren fühlt sich Martha wie eine alte Frau, als sie in der Eröffnungsszene von ihrer ersten Begegnung mit der sechzehnjährigen Nadia erzählt. Beide arbeiten in einem billigen Puff, streng und effizient geführt von Manos. Gewalt und Drogen bestimmen ihr Milieu, aber während sich Martha in ihr Schicksal ergeben hat und behauptet, eine gewisse masochistische Freude an ihrer Arbeit zu haben, ist die Prostitution für Nadia nur eine erste Station: Sie will berühmt werden.
Obwohl  Martha sie anfänglich um ihre „Jugendlichkeit“, das Selbstvertrauen und die Tatsache beneidet, dass Nadia ein Verhältnis mit dem gutaussehenden Prostituierten-Kollegen Argyris anfängt, stimmt sie zu, als Nadia ihr vorschlägt, zusammenzuziehen. Während die beiden Mädchen sich immer näher kommen und sich schließlich als „Paar“ verstehen, geraten ihre restlichen Beziehungen langsam außer Kontrolle; es fließt Blut, Manos und andere sterben.
Dies führt zunächst dazu, dass Nadia tatsächlich bekannt wird und die beiden scheinbar aus der Abhängigkeit von Männern entkommen. Doch das ist, wie so vieles in ihrer beider Leben, nur Illusion, und Martha befallen ernste Zweifel.

## Produktion
Der Film wurde in Deutschland am 30. Juni 2011 auf DVD veröffentlicht.

## Auszeichnungen
- Internationales Filmfest Oldenburg 2004: German Independence Award – Publikumspreis[4]

- Internationales Filmfestival von Stockholm 2005: Nominiert für das  Bronzene Pferd[4]

## Verweise
- Hardcore bei IMDb